# Körtemplom

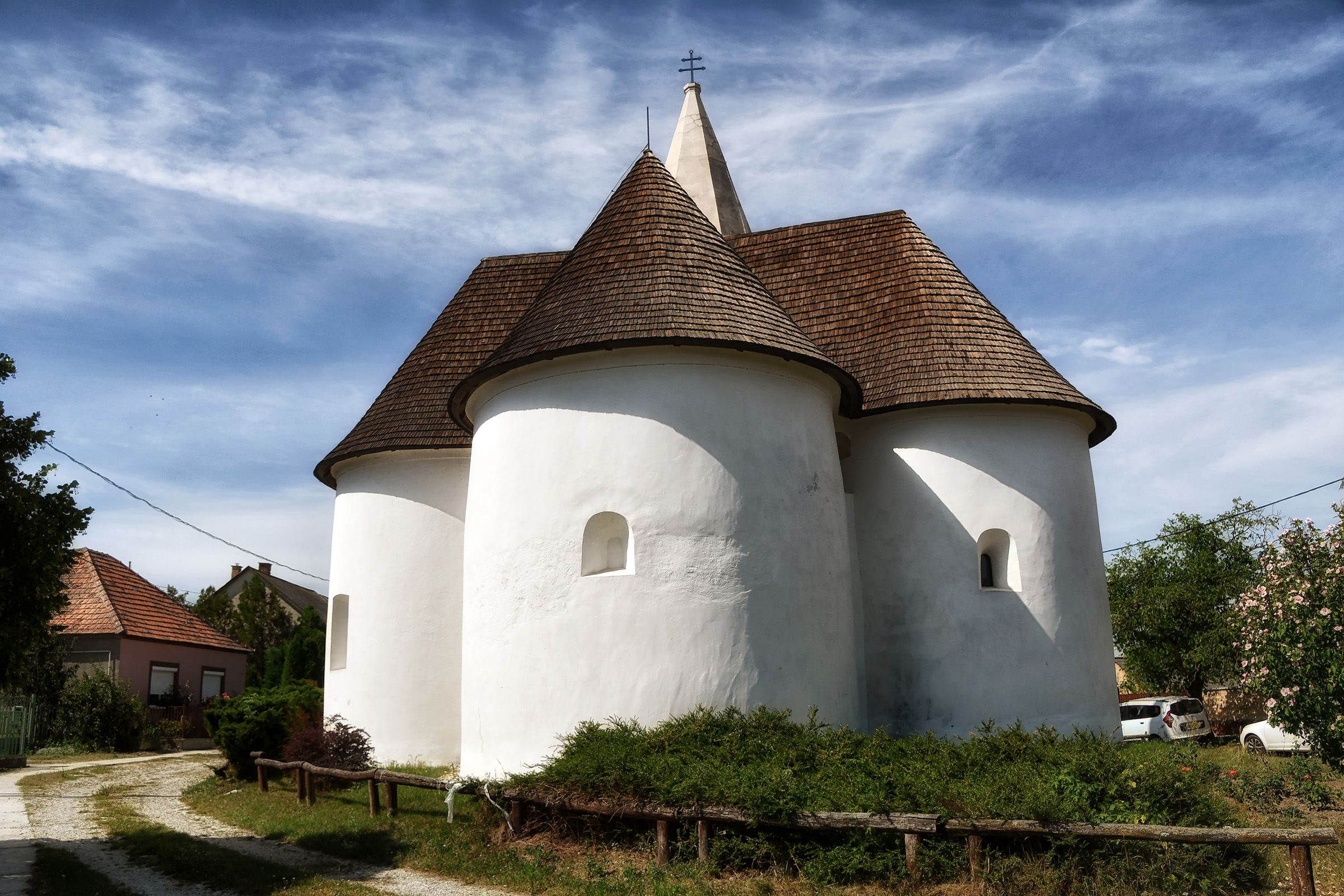
Rábaszentmiklós, 11. századi körkápolna

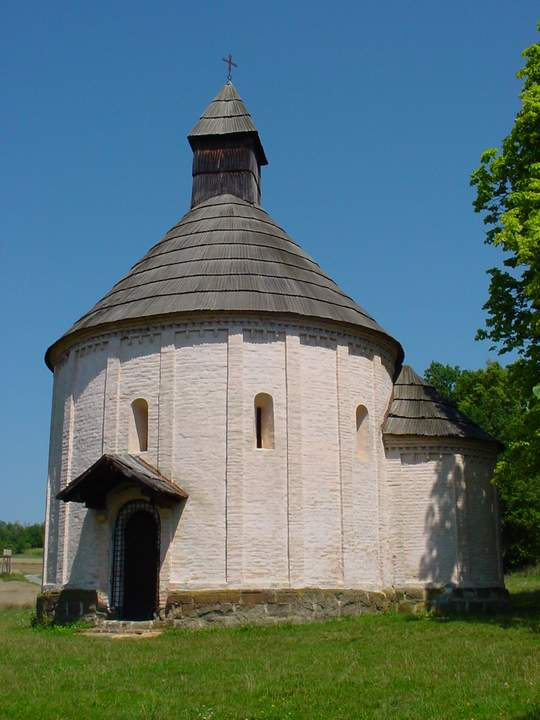
Szt. Miklós rotunda, Nagytótlak, Szlovénia, 13. század

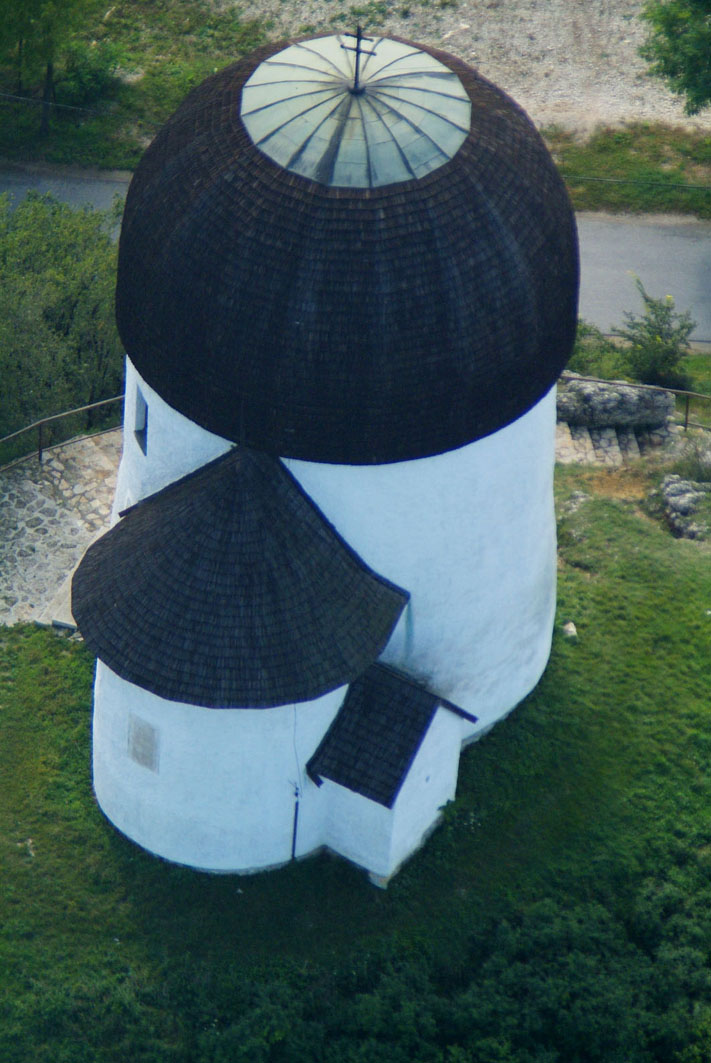
Ösküi kerektemplom, 11. század

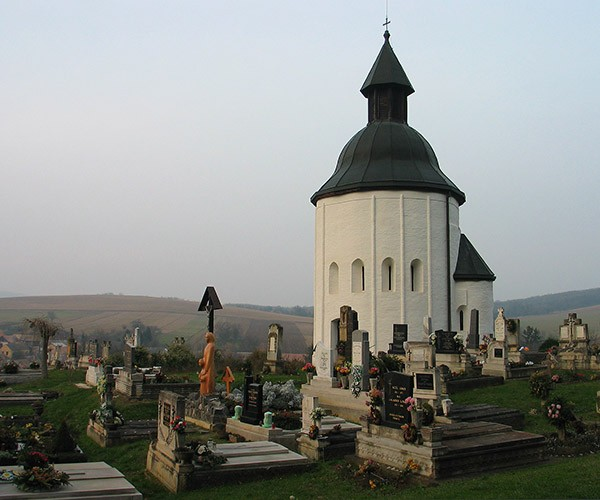
Kallósdi kerektemplom, 13. század

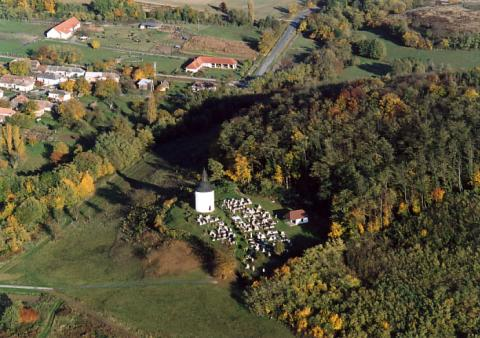
Kallósd (légi felvétel a kerektemplommal)

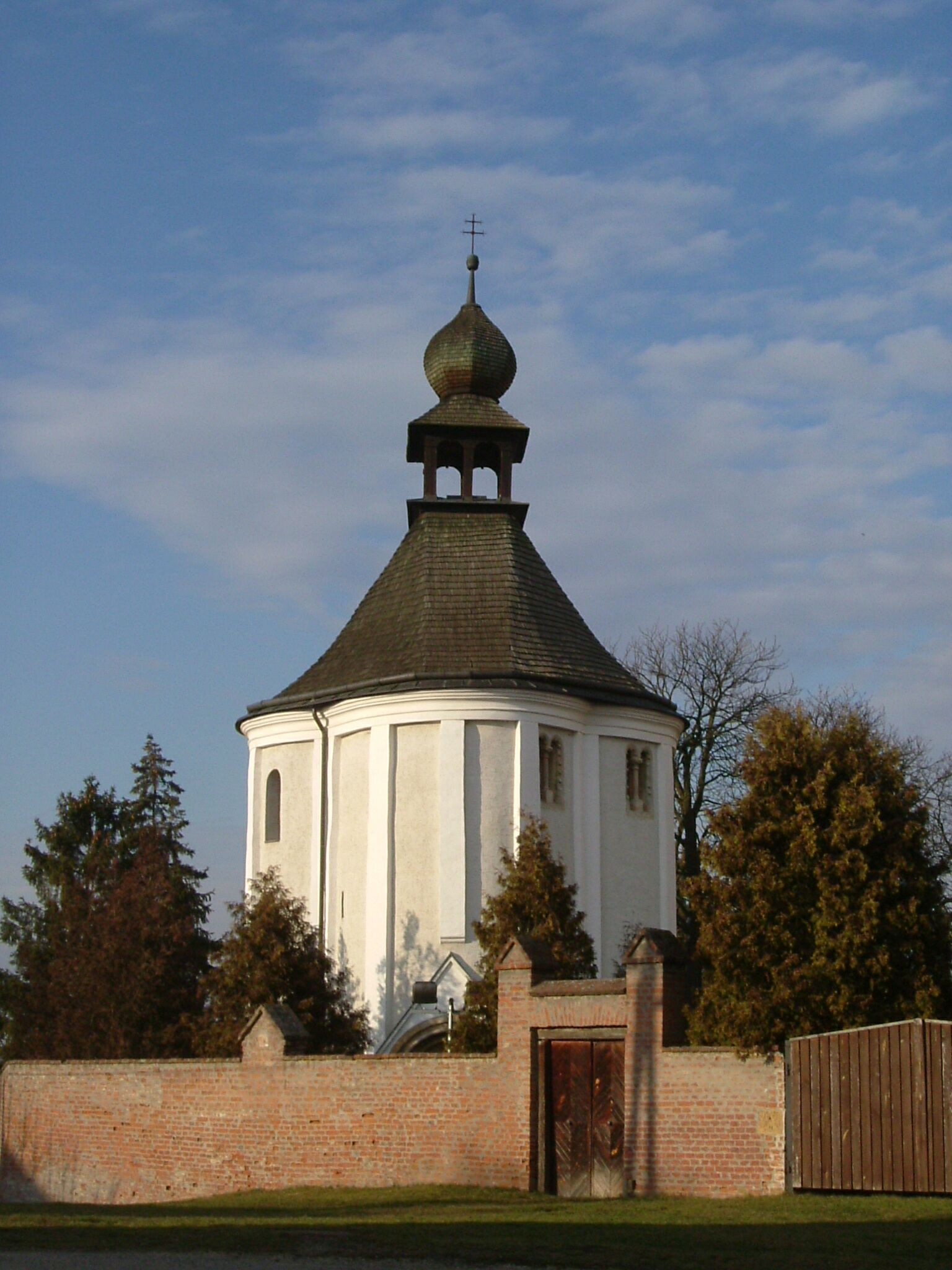
Szent Jakab-kápolna (Ják), 13. század (18. századi átépítés)

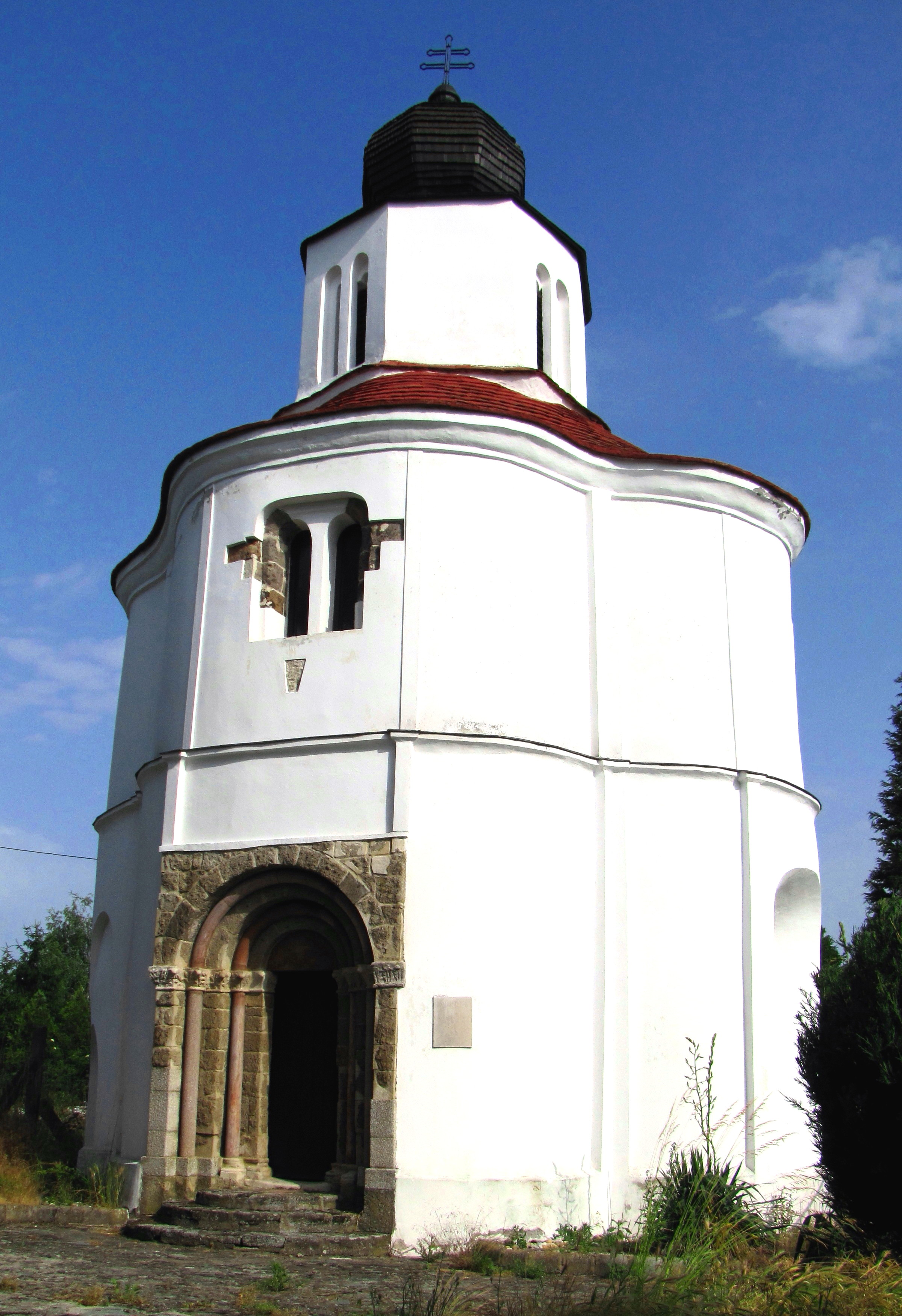
Havas Boldogasszony-kápolna, Pápoc, 12. század

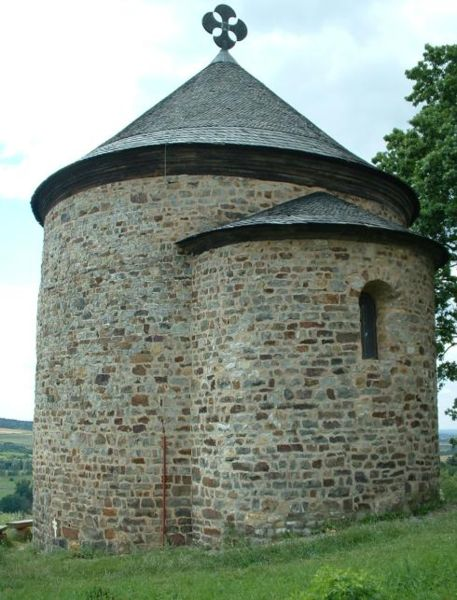
Plzenec, (Csehország)

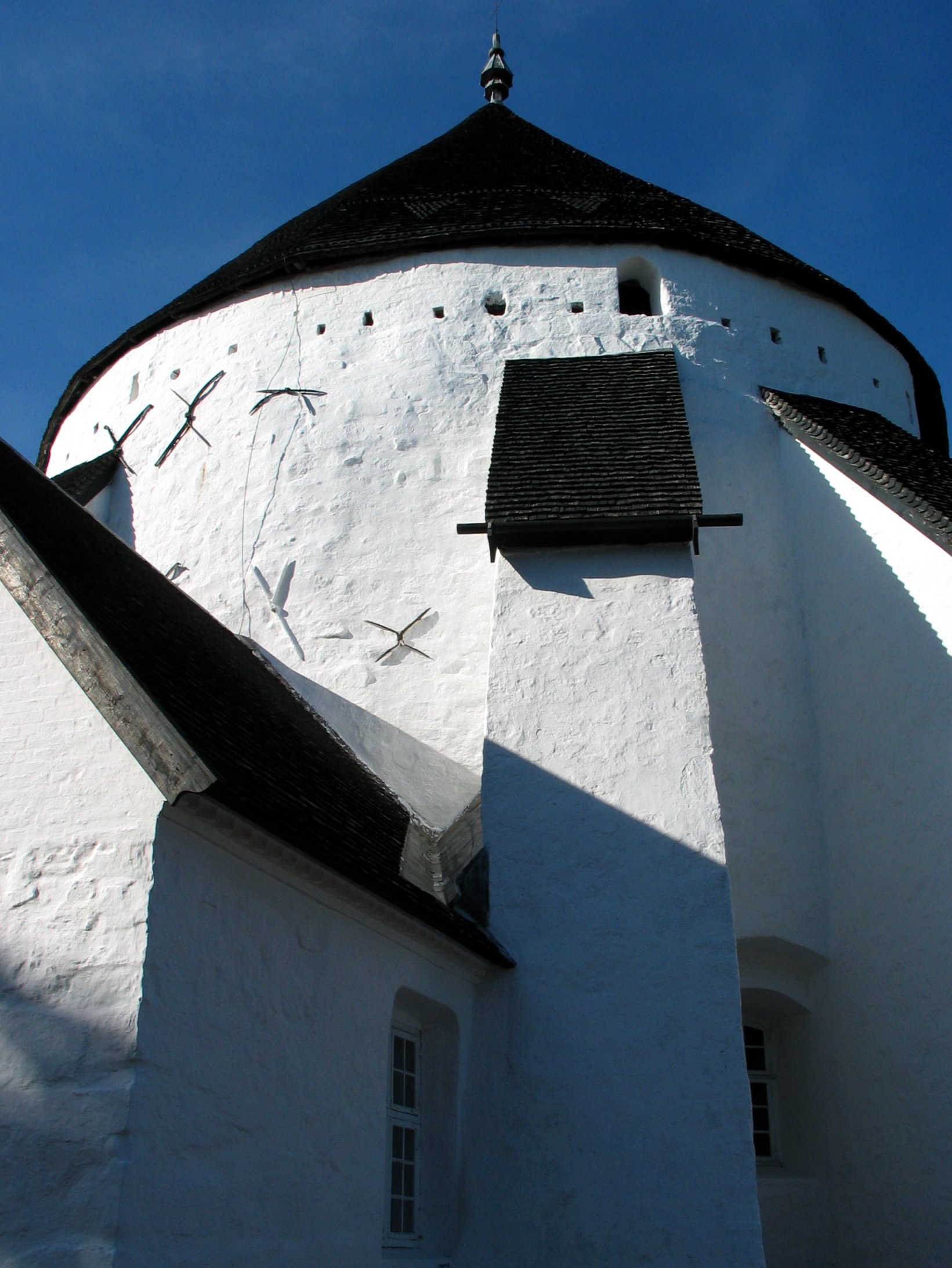
Østerlars, (Dánia), 12. század

A körtemplom vagy kerektemplom a centrális alaprajzú templomépületek hagyományos fajtája; alaprajza többé-kevésbé kör vagy ahhoz közeli nalakú. Az épület gyakran kupolával fedett. Ez a rotunda leggyakoribb típusa, de a két fogalom nem feleltethető meg egymásnak:
- számos világi célú épület vagy helyiség is rotunda,
- a szabadtéri (fedetlen) körtemplomok nem rotundák.

A tiszta kör forma azonban meglehetősen ritka; a kör alaprajú hajóhoz többnyire patkó- vagy félköríves apszist toldottak, de gyakoriak a belsőfülkés vagy a későbbi templomokban a karéjokkal bővített példák is.

## A körtemplom kialakulása
A két legősibbnek tekinthető körtemplom Göbekli tepe és Stonehenge oszlopkörökből álló, megalit építménye. Göbekli tepe Kisázsiában, a mai Törökország területén található az Eufrátesz felső folyásának vidékén. Göbekli tepe korát mintegy 12 000 évre becsülik a kutatók. Az angliai Stonehenge 5100 éves.
A közép-ázsiai Horezmben épült a Koy-Krylgan Kala (i. e. 4-3. század). Érdemlegesek a Málta és Szardínia szigetén található nurágh-épületek is.
A centrális tereket már a görög építészet is előszeretettel használta, az ókori körtemplomok közül azonban a római Pantheon a legismertebb. Rómában áll egy másik nevezetes körtemplom is, a Santo Stefano Rotondo.
A magyar körtemplomokat egyesek szélsőségesen tudománytalan módon a jurta kör alakjából eredeztetik.

## A közép-európai körtemplomok jelentősége
Közép-Európában kiemelkedően sok körtemplomot építettek, ezek történelmi és építészeti értéke jelentős. Az ősi centrális elrendezés megidézi a természeti vallások formavilágát, de benne már a kereszténység funkciók kapnak helyet. Így a keleti és a nyugati kereszténység határterületén olyan, független épülettípus alakult ki, amely egyik oldalnak sem része, de mindkettő hatása felfedezhető benne. Feltehető, hogy ezzel az építészeti formával a kialakuló új államok szuverenitásukat is próbálták hangsúlyozni, mert a Bizánci és a Német-Római Birodalom is folyamatosan próbálta növelni befolyását a régióban. A Kárpát-medencében jelenleg közel kétszáz körtemplomról tudunk.
Magyarországon, Csehországban, Lengyelországban, Horvátországban, Ausztriában, a Német-római Birodalomban, az egykori Morvaországban, Dalmáciában és Bajorországban jellemzően a 9–11. században építettek sok körtemplomokat. Ezek átmérője többnyire 6–9 méter volt, keletelt apszissal. Néha négy apszist is illesztettek hozzá a négy égtáj felé. Az ilyen négykaréjos templomok is sokfelé, még a Kaukázusban is megtalálhatók.

## A közép-európai körtemplomok típusai
- A Frank Birodalom pfalzaiban a rotundákat rendszerint nem önállóan, hanem egy aulának nevezett reprezentatív fogadótérrel együtt, de különálló kápolnaként építették.

- A Morva Fejedelemségben, a 9. század közepén (szent Metód térítő tevékenységének eredményeként) jelent meg a rotundák egy apszisos típusa.
- Az I. Mieszko által megteremtett korai Lengyel Királyságban épült körtemplomok alaprajzai sokkal változatosabbak, mint cseh területen. Az egy apszisos rotundák mellett megjelentek a karéjos épületek. A rotunda legtöbbször közvetlenül csatlakozott egy kőből épült palotához, alapvetően magánkápolna jelleggel. A palotától elkülönülten rendszerint volt egy téglalap alaprajzú templom is, amely feltételezhetően a plébánia funkciót látta el.

### Körtemplomok a Kárpát-medencében
A 10. század kezdetétől egészen a 14. század elejéig, a gótika térhódításáig sokféle körtemplomot építettek a Kárpát-medencében; néhányuk ma is épben áll.
Egyes helyeken, például Sárospatakon a régészeti föltárás csak az alapokat hozta felszínre.
A rotundák gyakran nagyobb összetett templomok építésének első állomásai.
A Kárpát-medence első körtemplomait alighanem a Morva Fejedelemségben építették szent Metód térítő tevékenysége idején (a 9. század közepén). Három ilyen templomot tártak fel Mikulčicében, egyet-egyet Staré Mesto és Pohensko falvakban.
A grófságokra osztott Frank Birodalomban azokat a központokat, ahol az uralkodó rendszeresen megszállt, pfalzoknak nevezzük, és ez a név átszármazott a bennük épült szakrális építményekre is. Ezek rendszerint két részből álltak: egy aulának nevezett reprezentatív fogadótérből — aminek előképe a germán hosszúház — és egy attól független, csaknem mindig centrális elrendezésű, többnyire kör alaprajzú kápolnából. A pfalzok a Német-római Császárság idején is használatban maradtak, ezért nehéz megállapítani, hogy mely körtemplomok épültek a
karoling korban és melyek az Ottók korában. Az azért kijelenthető, hogy a legtöbb palotakápolna nem centrális volt.
Dunakeszin az Alagi major romjai mutatják, hogyan bővítették a templomot az apszis irányába, kelet felé. Nagyobb szabású bővítésre látunk példát Isaszegen, ahol a központi helyen álló rotundát kelet és nyugat felé is bővítették, vagyis ráépítették a  keletelt gótikus templomot. Más esetekben a körtemplom a nyugat felé hozzáépített kisebb (Szalonna), vagy tekintélyesebb hajó (Bagod-Vitenyédszentpál, Hidegség, Vágkeresztúr, Ipolykiskeszi, Herencsény, Gerény) keleti apszisa lett úgy, hogy a körtemplom nyugati falát elbontották.

### Körtemplomok a Kaukázusban
Egyesek kapcsolat vélnek felfedezni a közép-európai és a Kaukázusban, a 9-11. századi Örményországban épített körtemplomok között. Ennek fő példásaként a hatkaréjos körtemplomokat hozzák föl. Karcsa, Gerény, Kiszombor templomaival rokonok a következő Kaukázus-vidéki örmény templomok: Aragatz, Bagaran (az egykori főváros), Bagnayr, Botshor és Kiagmis Alti. Megtalálhatók azonban a nyolckaréjos, nyolcosztású centrális épületek is az örmény művészetben: Aniban, Irindben, Varzhahanban, Ninozmindában. A közép-európai és a kaukázusi építészet kapcsolatára az elsők között Csemegi József építész mutatott rá.

## Körtemplom és bazilika-együttesek
A körtemplom egy jellegzetes formája a bizánci stílusú bazilikák nyugati oldalán álló keresztelő kápolna. Ennek példáiként Magyarországon a jáki épületegyüttest, a Felvidéken pedig a bényi együttest említhetjük. A legismertebb ilyen épületek Itáliában, Firenze, Pisa, Parma városaiban találhatók.

## Nevezetes körtemplomok

### „Kerektemplomok”
- Esztergom, Szent Anna-templom
- Székesfehérvár, Prohászka Ottokár-emléktemplom
- Ösküi kerektemplom
- Szilvásvárad, református kerektemplom
- Kallósd, Szent Anna-templom
- Vésztő, Csolt-monostor
- Kiszombor, római katolikus körtemplom
- Balatonfüred, Kerektemplom
- Kisbény (Bény része) bényi körtemplom (12. századi)
- Kissikátor, körtemplom
- Süvete, Szent Margit-templom
- Karcsa, református templom
- Szepesmindszent,  Szent Kozma és Damján-kápolna
- Kazincbarcika, Szent János apostol görögkatolikus templom
- Kallósdi kerektemplom

### Egyéb körtemplomok
- Szakolca (Szlovákia) – Szent György körtemplom
- Kisperlász, kegykápolna
- Diósjenő, az egykori körtemplom alapfalának maradványai a Kápolna-hegyen
- Bagod-Vitenyédszentpál,  temetőkápolna
- Gerény, rotunda
- Guraszáda, Mihály arkangyal-templom
- Haraszt, Szentháromság templom
- Ják, Szent Jakab-kápolna
- Kézdiszentlélek, Szent István-kápolna
- Körmöcbánya
- Herencsény,
- Palkonya Árpád-házi Szent Erzsébet-templom  (klasszicista, 1816)
- Pápoc
- Pétervására -kápolna
- Székelyudvarhely
- Szalonnai református templom

### Körtemplomok alapfalai
- Sárospatak
- Boldva
- Kisnána
- Dunakeszi, Alagi major
- Isaszeg, a temetőben álló régi római katolikus templom ráépült az alapfalaira
- Nagykőrös
- Abasár

### Körtemplomok Nyugat-Európában
- Santo Stefano Rotondo, Róma - a magyar zarándokok temploma
- Tomar (Portugália) – a templomosok körtemploma
- The Holy Sepulchre, Cambridge, Anglia

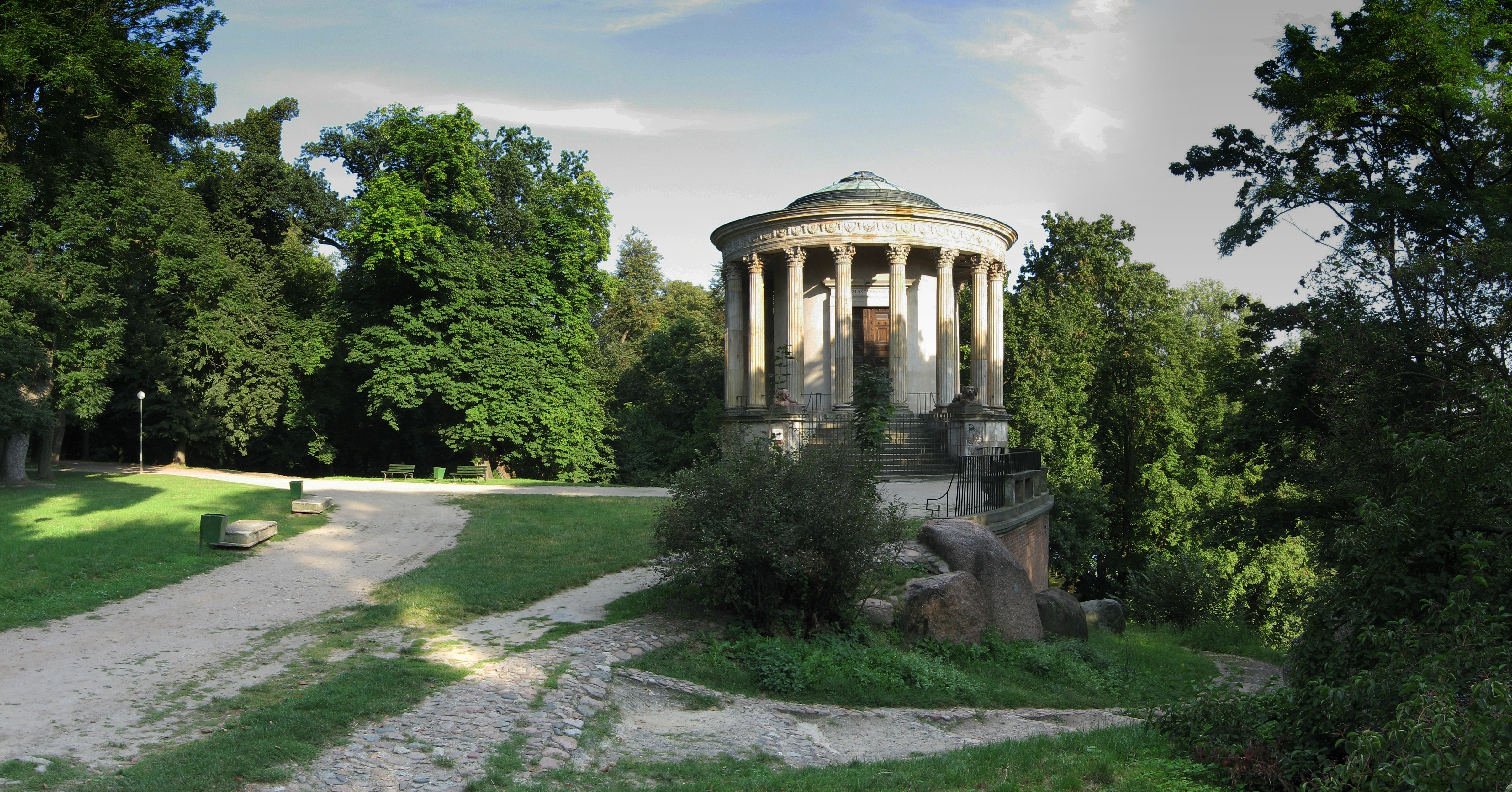
A Szibüllák temploma Puławyban

- Thorsager, Jütland, Dánia
- Horne, Fyn, Dánia
- Nylars, Bornholm, Dánia
- Olsker, Bornholm, Dánia
- Østerlars, Bornholm, Dánia
- Hagby, Svédország
- Patronell, Alsó-Ausztria
- Zadar, Szent Donát-templom
- Aachen, Magyar kápolna